# Санден, Мимми
Мимми Санден (швед. Mimmi Linnéa Marianne Sandén, родилась 25 декабря 1995 года в Стокгольме, Швеция) — шведская певица, которая представляла свою страну на Детском конкурсе песни «Евровидение 2009» в Киеве, Украина.

## Биография
Мимми Санден родилась в Стокгольме в 1995 году. Известность к Мимми пришла в 2007 году, после победы в конкурсе «Talang 2007». Но сама карьера певицы началась в 2002 году, когда она начала играть в театре постановку «Fem Myror Är Fler Än Fyra Elefanter», также в то же самое время она участвовала в рождественском шоу певицы Каролы, с которым та гастролировала по Швеции.
С 2007 года Мимми начинает вести передачу «Mimmi & Mojje» на телевизионном канале TV4 вместе с Морган Йоханссон.
В 2008 году Мимми Санден сыграла в мюзикле «Hujeda mej vá många sånger» вместе с известными шведскими артистами.

## Евровидение 2009
Мимми является младшей сестрой певицы Молли Санден, которая представляла Швецию на Детском конкурсе песни «Евровидение 2006» и Фриды Санден, которая представляла родную страну на Детском конкурсе песни «Евровидение 2007».
Мимми стала третьей из сестёр Санден, которая представляла в 2009 году Швецию на Детском конкурсе песни «Евровидение 2009», который проходил в Киеве. В финале Мимми исполнила песню «Du» (рус. «Ты») и заняла с ней 6 место.

## Появление на телевидении
- 2007 — Talang 2007
- 2007 — Mimmi och Mojje
- 2007 — Mimmi och Mojje på Turne
- 2008 — Mimmi och Mojje i Karibien
- 2008 — Mimmi och Mojje i fjällen
- 2009 — Mimmi & Mojje — den mystiska Mallorcapärlan
- 2009 — Детский конкурс песни «Евровидение 2009»